# Lago Amadjuak
Il lago Amadjuak 64°55′N 71°00′W è situato nella regione meridionale dell'Isola di Baffin, nel  territorio canadese del Nunavut.
Ha una superficie di 3.115 km², posto ad un'altezza di 113 m sul livello del mare, è uno dei due laghi (l'altro è il lago Nettilling), situati nella grande pianura del Koukdjuak nelle regioni centro-meridionali dell'isola di Baffin. Queste terre emersero solo 4500 anni fa (un periodo relativamente recente in termini geologici) dalle acque del bacino Foxe. Il lago è il terzo per dimensione del Nunavut. La città più vicina è Iqaluit.